# Otiothops walckenaeri
Otiothops walckenaeri là một loài nhện trong họ Palpimanidae. Loài này được phát hiện ở Bahama's en Cuba.